# 소치밀코

소치밀코의 위치

소치밀코(스페인어: Xochimilco)는 멕시코의 수도 멕시코시티에 있는 16 행정구 (delegaciones) 중 하나이다. 멕시코시티 중심에서 남쪽으로 28km 떨어져 있다. 인구는 2005년 기준으로 404,458명이다. 1987년 멕시코시티 역사 지구와 함께 유네스코 세계유산에 등재되었다.